# Torre Le Nocelle
Torre Le Nocelle là một đô thị (comune) thuộc tỉnh Avellino trong vùng Campania của Ý. Torre Le Nocelle có diện tích km2, dân số là 1370 người (thời điểm ngày 31/12/20094).